# Senecio subcymosus
Senecio subcymosus là một loài thực vật có hoa trong họ Cúc. Loài này được (H.Rob.) B.L.Turner & T.M.Barkley miêu tả khoa học đầu tiên năm 1989.